# Cereopsius vivesi
Cereopsius vivesi là một loài bọ cánh cứng trong họ Cerambycidae.